# کیسوکه کوروجی
کیسوکه کوروجی (انگلیسی: Keisuke Kurouji؛ زادهٔ ۶ آوریل ۱۹۹۱) بازیکن فوتبال اهل ژاپن است.